# Oar pratana
Oar pratana là một loài bướm đêm trong họ Geometridae.